# Comocladia intermedia
Comocladia intermedia là một loài thực vật có hoa trong họ Đào lộn hột. Loài này được C.Wright ex Engl. mô tả khoa học đầu tiên năm 1883.